# Marry You
Marry You är en låt av Bruno Mars från hans debutalbum Doo-Wops & Hooligans som släpptes den 22 augusti 2011. Låtens genre är pop, R&B och reggae fusion.